# Corny-Machéroménil
 Corny-Machéroménil  là một xã ở tỉnh Ardennes, thuộc vùng Grand Est ở phía bắc nước Pháp.